# Damous
Damous là một đô thị thuộc tỉnh Tipaza, Algérie. Dân số thời điểm năm 2002 là 14.432 người.